# Gaspard des montagnes (mini-série)
Gaspard des montagnes est une mini-série française en deux parties épisodes de 225 minutes, en noir et blanc, réalisé par Jean-Pierre Decourt d'après le roman de Henri Pourrat Gaspard des montagnes, et diffusé sur RTF Télévision.

## Synopsis
En Auvergne en 1814-1815, Gaspard et sa cousine Anne-Marie voient leur amour et leur vie bouleversés à cause du trésor qu'un vieil oncle a enfoui dans les monts d'Auvergne.
- 1er épisode : la nuit terrible
- 2e épisode : l'enfant de l'ombre

## Fiche technique
- Réalisateur : Jean-Pierre Decourt
- Adaptation : Claude Santelli et Maurice Barry
- Dialogues : Claude Santelli
- Musique : Georges Delerue
- Duels et cascades réglées par Raoul Billerey avec Jacques Brecourt, André Cagnard, Guy Delorme, Guy Fox, Marcel Gallon, Éric Vasberg et Lionel Vitrant
- Décors : Gérard Dubois
- Costumes : Rosine Delamare
- Assistants metteurs en scène : Gérard Guillaume, Jacques Audoir et Marianne Lamour
- Directeur de la photographie : Maurice Barry
- Mise en scène et réalisation : Jean-Pierre Decourt

## Distribution
- Bernard Noël : Gaspard
- Francine Bergé : Anne Marie Grange
- Jean Topart : monsieur Robert
- Jacques Balutin : Plampougnis
- Georgette Anys : la vieille
- Mag Avril : la Perrine
- Lucien Barjon : Grange
- Michel Beaune : Valentin Verdier
- Raoul Billerey : le colporteur
- Teddy Bilis : l'ermite
- Claude Confortes : Benoni
- Léonce Corne : Mathivat
- Guy Delorme : l'officier cosaque et Main-Froide
- Gérard Dessalles : le gamin
- Gérard Dournel : le Nanne
- Renée Gardès : l'aubergiste
- Marianne Girard : Elmire Chargnat
- Jeanne Herviale : la mère de Gaspard
- Évelyne Istria : la laitière
- Gabriel Jabbour : Gervais
- Laurent Joli : le petit Henri
- Charles Lavialle : le Breleque
- Jean Lescot : Jeusselou
- Jacques Mauclair : César Chargnat
- Maria Meriko : la mendiante au poison
- Pierre Moncorbier : l'avare
- Paule Noëlle : Marguerite
- Régis Outin : le curé de Marsac
- Jean Pameja : Damien
- Gaston Rivière : le vielleur
- Cécile Vassort : Zulime
- Claire Vernet : Pauline Grange

## Tournage
La mini-série a été tournée dans les deux départements français suivants, :
- Puy-de-Dôme (Ambert, Saint-Bonnet-le-Chastel, Marsac-en-Livradois, Saint-Anthème, Valcivières)
- Haute-Loire (Malvières)